# Gyulakeszi
Gyulakeszi is een plaats (község) en gemeente in het Hongaarse comitaat Veszprém. Gyulakeszi telt 727 inwoners (2001).